# Oued Jemaa
Oued Jemaa  (in arabo واد الجمعة‎?) è un centro abitato e comune rurale del Marocco situato nella provincia di Taounate, regione di Fès-Meknès. Conta una popolazione di 9 190 abitanti (censimento 2014).